# Agua Zarca, Sonora
Agua Zarca är en ort i Mexiko.   Den ligger i kommunen Atil och delstaten Sonora, i den nordvästra delen av landet, 1 300 km nordväst om huvudstaden Mexico City. Agua Zarca ligger 220 meter över havet och antalet invånare är 146.
Terrängen runt Agua Zarca är platt åt sydost, men åt nordväst är den kuperad. Runt Agua Zarca är det mycket glesbefolkat, med 7 invånare per kvadratkilometer. Närmaste större samhälle är Choix, 16,5 km öster om Agua Zarca. I omgivningarna runt Agua Zarca växer huvudsakligen savannskog.